# GIMPshop

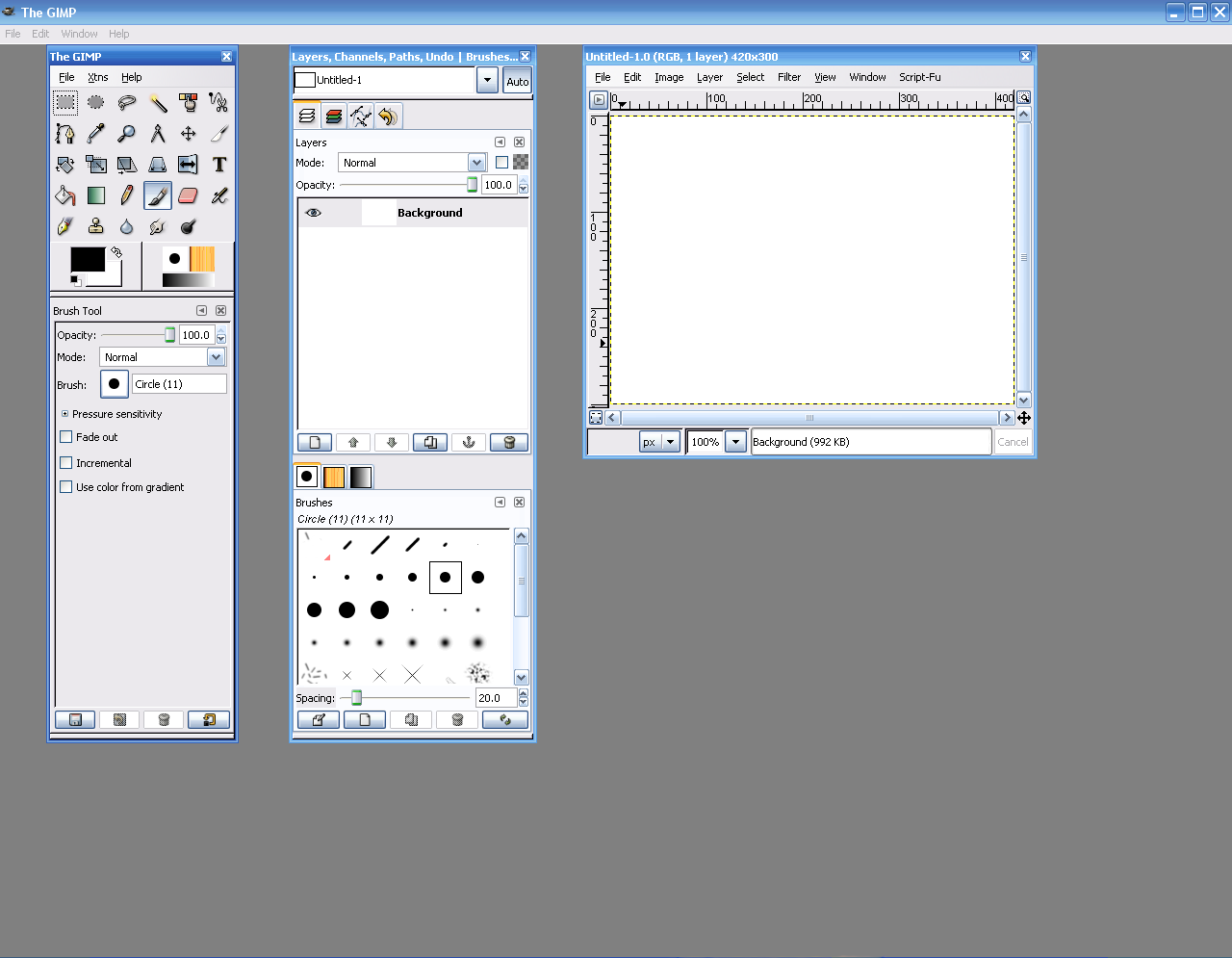
GIMPShop 2.2.8

GIMPshop é um software de edição de imagens de código aberto criado por Scott Moschella,, uma modificação do editor GIMP que visa emular a interface do Adobe Photoshop tornando mais fácil o seu por usuários do Photoshop. Foi desenvolvido originalmente para Mac OS X (usando o X11), e foi convertido para Windows e Linux.
Todos os recursos do GIMP estão disponíveis, ao mesmo tempo em que procura resolver os principais problemas apontados na interface do programa: no GIMPshop a estrutura dos menus, além das terminologias, foi reorganizada para reproduzir a do Photoshop, e, na versão para Windows, é possível utilizar um plugin chamado "Deweirdifier" (em tradução livre, "desesquisitificador") para combinar as inúmeras janelas do programa em uma maneira similar a interface de múltiplos documentos (em inglês Multiple document interface) usada na maioria dos aplicativos gráficos para Windows.
A partir de março de 2006, é possível utilizar plugins do Photoshop, através de um plugin conversor chamado pspi, além de ser possível utilizar ainda os plugins, filtros e pincéis próprios do GIMP.
Devido às mudanças na interface, muitos tutoriais para o Photoshop podem ser seguidos a risca no GIMPshop, e muitos outros podem ser adaptados para o programa com um mínimo de esforço.